# Мадреанське підцарство

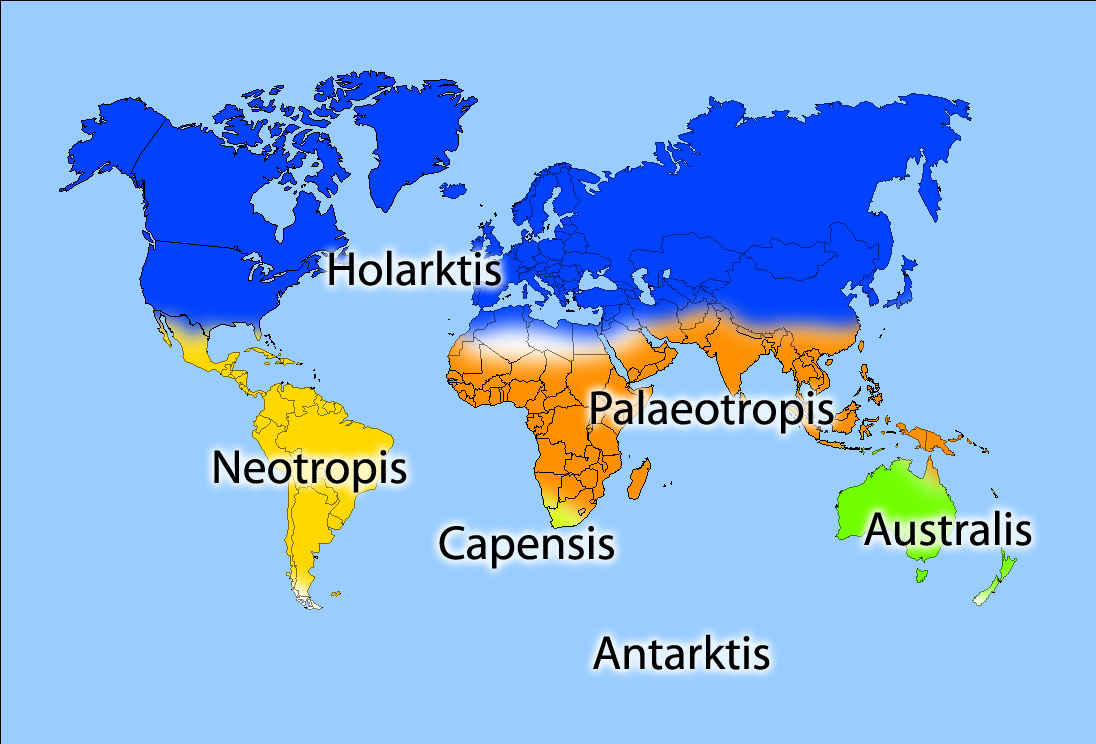
Карта флористичного районування

Мадреанське підцарство — частина Голарктичного царства у флористичному районуванні в біогеографії. Розташоване в Північній Америці, в південно-західній частині континенту і в районі Мексиканського нагір'я. Синонім — Сонорське підцарство. У підцарстві лише одна область — Мадреанська.
Ця територія збігається із зонами  тропічного і субекваторіального клімату. Тут багато і пустель, і твердолистих чагарникових формацій, і хвойних гірських лісів.

## Флора
Флора цієї частини суші настільки своєрідна, що її можна цілком розглядати, як окреме підцарство. Розвиток флори цієї області відбувався незалежно від флори Давнього середиземноморського підцарства, але в деяких випадках їх розвиток йшов  конвергентно. Є загальні роди рослин, наприклад, суничне дерево, дуб, калина, ялівець, фісташка, платан та ін.
Багато ендемічних родів, серед яких особливо примітна карнегія з родини кактусових. Її особини досягають 10-12 м у висоту. Поширена вона більше у пустелі Сонора, яку часто називають кактусовою. Знаменитим ендеміком є і секвоя велетенське (мамонтове дерево), вічнозелена, росте у Каліфорнії.